# Política de Albania

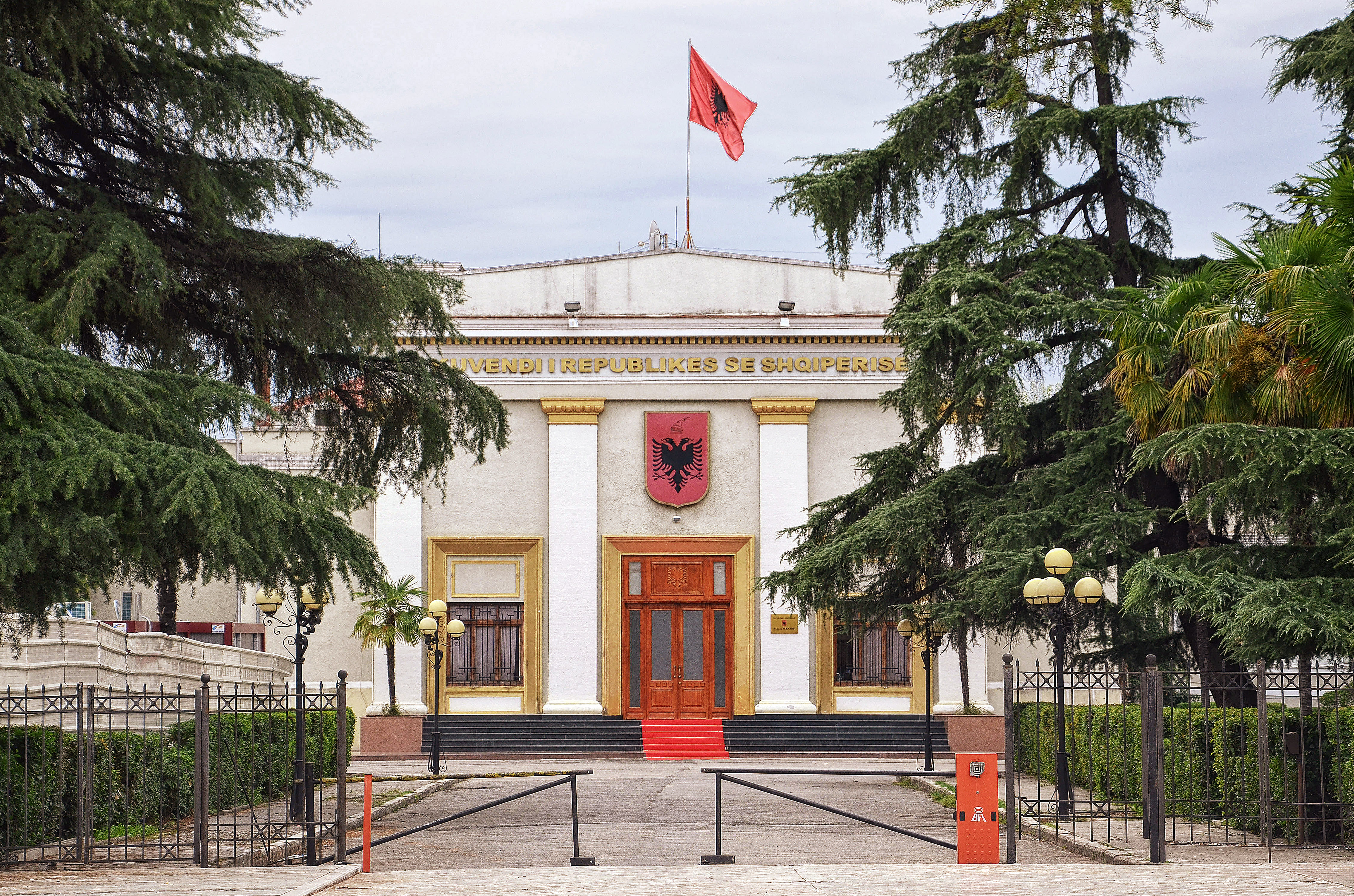
Asamblea Nacional de Albania, en Tirana.

Albania es una república parlamentaria democrática representativa, en la que el primer ministro es el jefe de gobierno. El poder ejecutivo es ejercido por el gobierno. El poder legislativo se le confiere al gobierno y al Parlamento (Kuvendi i Republikës së Shqipërisë).

## Poder ejecutivo

### Presidente
El presidente es el jefe de Estado de Albania, y es elegido por un periodo de cinco años por la Asamblea de la República por votación secreta. Se requiere que reciba la mayoría de 50%+1 de los votos de todos los diputados. El actual presidente es Bajram Begaj, elegido en julio de 2022.
El presidente tiene poder para garantizar la observancia de la Constitución del país y de todas las leyes, y es el comandante en jefe de las fuerzas armadas, además de ejercer los poderes de la Asamblea de la República cuando esta no esté en sesión, y de nombrar el Jefe del Consejo de Ministros (primer ministro).

### Primer ministro
El primer ministro (Jefe del Consejo de Ministros) es nombrado por el presidente. Los demás ministros son nombrados por el presidente a propuesta del primer ministro. La Asamblea de Albania tiene la palabra final respecto a la composición del Gabinete.